# رون هاتشيسون
رون هاتشيسون هو مصارع محترف كندي، ولد في 7 فبراير 1964 في تورونتو في كندا.

## روابط خارجية
- رون هاتشيسون على موقع CageMatch worker (الإنجليزية)